# Stefan van Dijk
Stefan van Dijk (ur. 22 stycznia 1976 w Honselersdijk) –były  holenderski kolarz szosowy, były zawodnik grupy UCI Professional Continental Teams Accent Jobs-Wanty.

## Najważniejsze osiągnięcia
- 2000
  - 3. miejsce w Ronde van Noord-Holland
- 2001
  - 1. miejsce w Ronde van Noord-Holland
  - 1. miejsce na 2. i 4a etapie Wyścigu Solidarności i Olimpijczyków
  - 1. miejsce na 1. etapie Ronde van Nederland
- 2002
  -  1. miejsce w mistrzostwach Holandii (start wspólny)
  - 1. miejsce w Omloop van de Vlaamse Scheldeboorden
  - 1. miejsce na 2. etapie Post Danmark Rundt
  - 3. miejsce w Scheldeprijs
- 2003
  - 1. miejsce w Le Samyn
  - 1. miejsce w Ronde van Midden-Zeeland
  - 1. miejsce na 3. etapie Tour de Picarde
  - 1. miejsce na 3. etapie Tour of Qatar
  - 2. miejsce w mistrzostwach Holandii (start wspólny)
- 2004
  - 1. miejsce w Omloop van de Vlaamse Scheldeboorden
  - 1. miejsce w Ronde van Noord-Holland
  - 3. miejsce w Tour de Picarde
    - 1. miejsce na 3. etapie
- 2005
  - 1. miejsce w Noord-Nederland Tour
  - 1. miejsce w Tour de Rijke
  - 1. miejsce na 5. etapie Tour de Belgique
  - 1. miejsce na 6. etapie Eneco Tour
  - 2. miejsce w Paryż-Bruksela
  - 2. miejsce w Grand Prix de Fourmies
  - 2. miejsce w Grand Prix d’Isbergues
- 2007
  - 2. miejsce w Dutch Food Valley Classic
  - 2. miejsce w Ronde van Midden-Zeeland
  - 2. miejsce w Schaal Sels-Merksem
  - 3. miejsce w Driedaagse van West-Vlaanderen
  - 3. miejsce w Tour de Rijke
- 2008
  - 1. miejsce na 2. etapie Étoile de Bessèges
  - 2. miejsce w Ronde van Drenthe
  - 2. miejsce w Memorial Rik Van Steenbergen
  - 2. miejsce w Kampioenschap van Vlaanderen
- 2009
  - 2. miejsce w Polynormande
  - 2. miejsce w Memorial Rik Van Steenbergen
  - 2. miejsce w Nationale Sluitingsprijs
- 2010
  - 1. miejsce w Arno Wallaard Memorial
  - 1. miejsce na 2. etapie Tour de Wallonie
  - 2. miejsce w Grand Prix Pino Cerami
  - 2. miejsce w Schaal Sels-Merksem
  - 3. miejsce w Paryż-Bruksela
- 2011
  - 1. miejsce na 1. etapie Route du Sud
- 2012
  - 3. miejsce w Nationale Sluitingsprijs